# Nếu còn có ngày mai (phim truyền hình Việt Nam)
Nếu còn có ngày mai là một bộ phim truyền hình được thực hiện bởi Mega GS do Hoàng Tuấn Cường làm đạo diễn. Phim phát sóng vào lúc 14h00 thứ 7, Chủ Nhật hàng tuần bắt đầu từ ngày 10 tháng 3 năm 2018 và kết thúc vào ngày 15 tháng 7 năm 2018 trên kênh VTV3.

## Nội dung
Nếu còn có ngày mai kể về cuộc đời của hai cô gái cùng cha khác mẹ Duyên (Bella Mai) và Ngọc (Sam). Duyên là cô gái hiền lành, lễ phép, chịu thương chịu khó và luôn nhẫn nhịn, dù luôn bị mẹ ghẻ đối xử vô cùng hà khắc. Ngọc hồn nhiên hoạt bát và rất mực thương yêu Duyên vì chứng kiến hết nỗi khổ của chị. Nhưng vì tuổi thơ quá nhiều tổn thương về tâm hồn đã khiến Duyên âm thầm mang nỗi căm hận, không những cô hận bà Sáng mà hận cả Ngọc và bố của mình, từ đó thề với lòng nhất định sẽ có ngày cô bắt mẹ con bà Sáng phải trả giá. Và điều đó đã đưa Duyên sa chân vào vòng vây tội lỗi để cố giành lấy hạnh phúc mà cô cho rằng mình bị cướp mất từ tuổi thơ nhiều cay đắng...

## Diễn viên
- Bella Mai trong vai Duyên[1]
- Sam trong vai Ngọc[5]
- Quang Tuấn trong vai Quân
- Quốc Trường trong vai Minh
- Thân Thúy Hà trong vai Bà Sáng[6]
- Quốc Cường trong vai Ông Dần
- Hạnh Thúy trong vai Bà Năm
- Yến Nhi trong vai Bà Dần
- Quang Khải trong vai Ông Trung
- Thanh Hằng trong vai Bà Trung[5]
- Mai Bảo Ngọc trong vai Đào[7]
- Bùi Lê Kim Ngọc trong vai Diễm[5]
- Bảo Nghi trong vai Duyên lúc nhỏ
- Khánh Như trong vai Ngọc lúc nhỏ
- Thuận Hưng trong vai Quân lúc nhỏ
- Huỳnh Trang Nhi trong vai Bà Thoa
- Phan Vũ trong vai Liêm
- Lê Bình trong vai Ông Ba Bò[5]
- Tam Thanh trong vai Ông Nhu

Cùng một số diễn viên khác...

## Ca khúc trong phim
Bài hát trong phim là ca khúc "Con ghẻ" do Nguyên Chấn Phong sáng tác và Nhật Kim Anh trình bày.